# Włodzimierz (Ładyka)
Włodzimierz, imię świeckie Myrosław Ołeksijowycz Ładyka (ur. 5 stycznia 1956 w Wiwni) – biskup Kościoła Prawosławnego Ukrainy (do 2018 Ukraińskiego Kościoła Prawosławnego Patriarchatu Kijowskiego).

## Życiorys
Jest absolwentem szkoły przemysłu lekkiego we Lwowie, następnie ukończył seminarium duchowne w Moskwie.
Chirotonię biskupią przyjął w strukturach Patriarchatu Kijowskiego 13 marca 1993 w soborze św. Włodzimierza w Kijowie. Został wówczas ordynariuszem eparchii winnicko-bracławskiej w tejże jurysdykcji. W grudniu tego samego roku został przeniesiony na katedrę mikołajowską i chersońską. W 1998 otrzymał godność arcybiskupią, zaś w 2013 – godność metropolity.